# Diplasiotherium
Diplasiotherium es un género de litopterno, mamíferos ungulados extintos de la familia de los proterotéridos que existieron entre el Mioceno superior y el Plioceno inferior (edad-mamífero sudamericana Huayqueriense y Montehermosense). Los fósiles de este género han sido encontrados en Argentina, en la Formación Monte Hermoso.
Diplasiotherium se diferencia de otros proterotéridos por las coronas de sus molares, que eran más altas que las de otros géneros (protohipsodontes) y por su gran tamaño: la especie D. robustum alcanzó un peso de 395 kilogramos, de modo que es también el más grande de su familia.